# 수호이 Su-35
수호이 Su-35는 러시아의 수호이사가 제공권 확보 및 전폭기 용도로 개발한 다목적 전투기다. 나토명은 플랭커-E다.

## 관련보도
2015 MAKS 에어쇼에서, 러시아 국방부가 통합항공기제작사(OAK)로부터 48대의 Su-35를 1천억 루블(약 1조8천억원)에 구매하는 계약을 체결했다. 대당 375억원에 계약했다.

## 북한
2014년 11월, 최룡해 노동당 비서와 노광철 북한 군 총참모부 부총참모장이 모스크바를 방문해 안드레이 카르타폴로프 러시아군 총참모부 작전총국장을 만났다. Su-35 구매를 요청했다. Su-35가 아니라 PAK-FA 구매요청이라는 보도도 있었다.
러시아 대북정보 소식통은 최룡해 특사가 귀국길에 "러시아의 극동 하바로프스크 북쪽 콤소몰스크나아무레에 있는 PAK-FA 스텔스 전투기 공장을 방문하고 북한 도입 문제를 구체적으로 협의할 것"이라고 전했다. 2010년 6월 블라디미르 푸틴 총리는 1억 5천만 달러인 미국 F-22 보다 3배나 값이 싸다고 자랑했다.

## 파생형

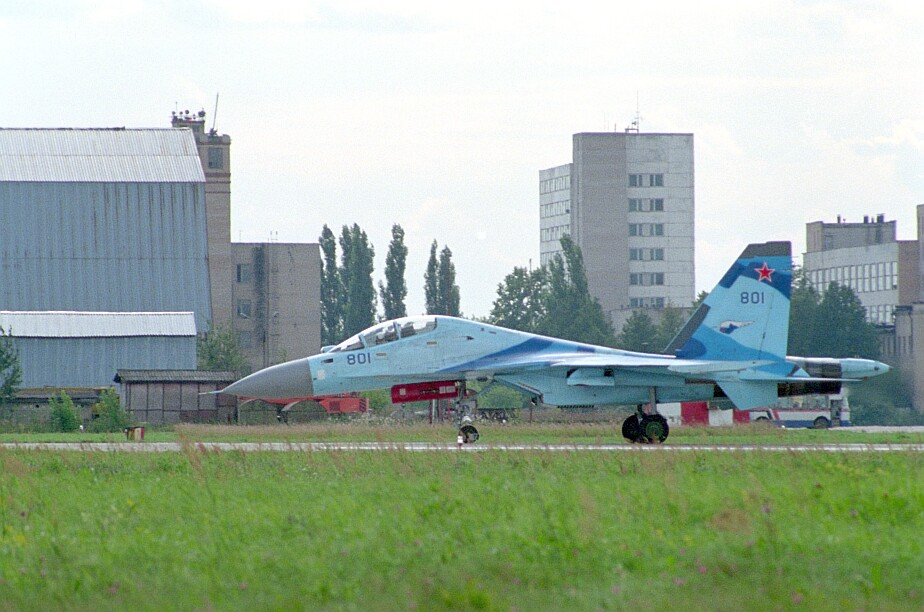
러시아 공군에서 사용 중인 Su-35UB

Su-35단좌 전투기.
Su-35UB복좌 전투기, 훈련기.
Su-37단좌 전투기, 수호이35 기체 중 추력편향노즐을 장착한 기체로 생산된 수호이35 중 711번 기체가 따로 수호이37이란 명칭과 함께 터미네이터라는 별칭을 부여받았다.

## 운영 국가
- 러시아 - SU-35S:115기 운용중(3기는 실험기)

## 같이 보기
- 4세대 전투기

관련 개발
- 수호이 Su-27
- 수호이 Su-30
- 수호이 Su-30MKI
- 수호이 Su-35BM
- 수호이 Su-37

유사 항공기
- F-15E
- 다소 라팔
- 미쓰비시 F-2
- 유로파이터 타이푼
- J-11B

관련 목록
- 전투기 목록

## 참고 문헌
- Crosby, Francis. "Sukhoi SU-35". Fighter Aircraft. London: Lorenz Books, 2002. ISBN 0-7548-0990-0.
- Gordon, Yefim and Peter Davison. Sukhoi Su-27 Flanker. North Branch, Minnesota: Specialty Press, 2006. ISBN 978-1-58007-091-1.
- Макиенко, Константин. "Су-35: спасатель русской авиации". Профиль Июль 2008, pp. 18–22.
- Williams, Mel. "Sukhoi 'Super Flanker' Family". Superfighters: The Next Generation of Combat Aircraft. Norwalk, CT: AIRtime Publishing, 2002. ISBN 1-880588-53-6.